# Penperlleni
Penperlleni är en by i Monmouthshire i Wales. Byn är belägen 20 km 
från Monmouth. Orten har 1 232 invånare (2016).